# Бурштинська міська рада
Буршти́нська міська́ ра́да — адміністративно-територіальна одиниця та орган місцевого самоврядування у Івано-Франківській області. Адміністративний центр — місто обласного значення Бурштин.

## Загальні відомості
- Територія ради: 32,71 км²
- Населення ради: 15 663 особи (станом на 1 вересня 2015 року)[1]
- Територією ради протікає річка Гнила Липа

## Історія
11 березня 2014 року Верховна Рада України віднесла місто Бурштин Галицького району Івано-Франківської області до категорії міст обласного значення.

## Населені пункти
Міській раді підпорядковані населені пункти:
- м. Бурштин
- с. Вигівка

## Склад ради
Рада складається з 26 депутатів та голови.
- Голова ради: Джура Роксолана Олександрівна
- Секретар ради: Рибчук Богдан Богданович

### Керівний склад попередніх скликань
| ПІБ                           | Основні відомості                                                      | Дата обрання | Дата звільнення |
| ----------------------------- | ---------------------------------------------------------------------- | ------------ | --------------- |
| Курляк Петро Іванович         | Міський голова, освіта вища, член Всеукраїнського об'єднання «Свобода» | 30.10.2010   | 25.10.2015      |
| Джура Роксолана Олександрівна | Міський голова, 1977 року народження, освіта вища, безпартійна         | 25.10.2015   |                 |

Примітка: таблиця складена за даними сайту ЦВК

### Депутати VII скликання
За результатами місцевих виборів 2015 року депутатами ради стали:

#### За суб'єктами висування
| Суб'єкт висування                                       | Кількість обраних депутатів | %     |
| ------------------------------------------------------- | --------------------------- | ----- |
| Політична партія Всеукраїнське об'єднання «Батьківщина» | 5                           | 19.23 |
| Політична партія Всеукраїнське об'єднання «Свобода»     | 4                           | 15.38 |
| Політична партія «Рідний дім»                           | 4                           | 15.38 |
| Партія Блок Петра Порошенка «Солідарність»              | 4                           | 15.38 |
| Політична партія «Громадянська позиція»                 | 3                           | 11.54 |
| Радикальна партія Олега Ляшка                           | 2                           | 7.69  |
| Політична партія «Сила людей»                           | 2                           | 7.69  |
| Політична партія «Воля»                                 | 2                           | 7.69  |

#### За округами
| № округу                                                | Прізвище, ім'я, по батькові         | Дата нар.  | Освіта              | Партійна приналежність                                        | Відомості                                                                                                |
| ------------------------------------------------------- | ----------------------------------- | ---------- | ------------------- | ------------------------------------------------------------- | --- |
| політична партія Всеукраїнське об'єднання «Батьківщина» |                                     |            |                     |                                                               | |
| пк                                                      | Прокопів Ігор Вікторович            | 07.09.1958 | вища                | член політичної партії Всеукраїнське об'єднання «Батьківщина» | Виробничо-комерційна фірма «ІНЕКО», директор                                                             |
| 17                                                      | Соронович Катерина Миколаївна       | 21.07.1951 | вища                | член політичної партії Всеукраїнське об'єднання «Батьківщина» | Бурштинська міська рада, секретар міської ради                                                           |
| 19                                                      | Сенчина Тетяна Мирославівна         | 30.01.1966 | вища                | член політичної партії Всеукраїнське об'єднання «Батьківщина» | приватний підприємець                                                                                    |
| 9                                                       | Петровська Любов Ігорівна           | 04.08.1974 | вища                | член політичної партії Всеукраїнське об'єднання «Батьківщина» | Бурштинська центральна міська лікарня, старша медсестра                                                  |
| 4                                                       | Дашевич Ігор Ярославович            | 17.12.1968 | вища                | член політичної партії Всеукраїнське об'єднання «Батьківщина» | Бурштинська ТЕС ПАТ «ДТЕК Захід енерго», інженер                                                         |
| ПАРТІЯ "БЛОК ПЕТРА ПОРОШЕНКА «СОЛІДАРНІСТЬ»             |                                     |            |                     |                                                               | |
| пк                                                      | Іванюк Роман Степанович             | 02.08.1979 | вища                | член ПАРТІЇ "БЛОК ПЕТРА ПОРОШЕНКА «СОЛІДАРНІСТЬ»              | Відділ ведення Державного реєстру виборців апарату Галицької районної державної адміністрації, начальник |
| 26                                                      | Дидик Роман Васильович              | 01.06.1966 | загальна середня    | безпартійний                                                  | тимчасово не працює                                                                                      |
| 2                                                       | Бардашевський Ростислав Ярославович | 18.05.1974 | вища                | безпартійний                                                  | ДТЕК Бурштинська ТЕС, завідувач здоровпункту № 29 у «ДТЕК-Сервіс»                                        |
| 21                                                      | Горват Любомир Іванович             | 15.10.1972 | вища                | безпартійний                                                  | ДТЕК Бурштинська ТЕС, інженер                                                                            |
| політична партія Всеукраїнське об'єднання «Свобода»     |                                     |            |                     |                                                               | |
| пк                                                      | Карвацький Ігор Зеновійович         | 16.04.1976 | вища                | член політичної партії Всеукраїнське об'єднання «Свобода»     | ВП ДТЕК Бурштинська ТЕС, інженер-електронік                                                              |
| 26                                                      | Крижалка Андрій Степанович          | 22.07.1981 | вища                | безпартійний                                                  | ТЗОВ «Електроналадка», головний спеціаліст                                                               |
| 7                                                       | Харів Ігор Романович                | 20.06.1989 | вища                | член політичної партії Всеукраїнське об'єднання «Свобода»     | тимчасово не працює                                                                                      |
| 15                                                      | Мазур Ірина Миколаївна              | 11.06.1980 | вища                | безпартійна                                                   | ЗОШ№ 3, вчитель                                                                                          |
| ПОЛІТИЧНА ПАРТІЯ «РІДНИЙ ДІМ»                           |                                     |            |                     |                                                               | |
| пк                                                      | Рибчук Богдан Богданович            | 25.01.1972 | вища                | безпартійний                                                  | ДТЕК Бурштинська ТЕС, менеджер по взаємодії з місцевими органами влади                                   |
| 18                                                      | Процик Андрій Степанович            | 10.06.1977 | вища                | безпартійний                                                  | ДТЕК Бурштинська ТЕС, інженер                                                                            |
| 22                                                      | Драбчук Олег Тарасович              | 03.09.1963 | вища                | безпартійний                                                  | ДТЕК Бурштинська ТЕС, інженер цеху теплової автоматики та вимірювань                                     |
| 21                                                      | Котів Володимир Володимирович       | 27.10.1969 | вища                | безпартійний                                                  | ДТЕК Бурштинська ТЕС, майстер                                                                            |
| Політична партія «Громадянська позиція»                 |                                     |            |                     |                                                               | |
| пк                                                      | Рик Володимир Любомирович           | 01.06.1981 | вища                | безпартійний                                                  | ДТЕК БУРШТИНСЬКА ТЕС, заступник начальника відділу                                                       |
| 8                                                       | Василик Володимир Євстахійович      | 02.10.1969 | вища                | безпартійний                                                  | БУРШТИНСЬКА ЦЕНТРАЛЬНА МІСЬКА ЛІКАРНЯ, лікар                                                             |
| 20                                                      | Попик Тарас Дмитрович               | 12.09.1987 | вища                | безпартійний                                                  | ДТЕК БУРШТИНСЬКА ТЕС, майстер дільниці ТПК                                                               |
| Політична партія «Воля»                                 |                                     |            |                     |                                                               | |
| пк                                                      | Бублінський Василь Володимирович    | 30.07.1976 | професійно-технічна | член Політичної партії «Воля»                                 | приватний підприємець                                                                                    |
| 12                                                      | Дулик Ігор Остапович                | 13.08.1961 | професійно-технічна | безпартійний                                                  | приватний підприємець                                                                                    |
| Політична партія «Сила людей»                           |                                     |            |                     |                                                               | |
| пк                                                      | Шкарпович Микола Васильович         | 16.03.1985 | вища                | член Політичної партії «Сила людей»                           | тимчасово не працює                                                                                      |
| 6                                                       | Федорняк Андрій Іванович            | 05.12.1995 | вища                | член Політичної партії «Сила людей»                           | Львівський національний університет ім. Івана Франка, студент                                            |
| Радикальна партія Олега Ляшка                           |                                     |            |                     |                                                               | |
| пк                                                      | Івасюк Леонора Романівна            | 08.03.1965 | вища                | член Радикальної партії Олега Ляшка                           | ФОП, керівник                                                                                            |
| 1                                                       | Тимошик Марія Григорівна            | 15.04.1970 | вища                | безпартійна                                                   | КП «Капітальне будівництво Бурштинської міської ради», директор                                          |

### Депутати VI скликання
За результатами місцевих виборів 2010 року депутатами ради стали:

#### За суб'єктами висування
| Суб'єкт висування                                       | Кількість обраних депутатів | %    |
| ------------------------------------------------------- | --------------------------- | ---- |
| Політична партія Всеукраїнське об'єднання «Свобода»     | 9                           | 30   |
| Політична партія Всеукраїнське об'єднання «Батьківщина» | 7                           | 23,3 |
| Політична партія «Фронт Змін»                           | 6                           | 20   |
| Політична партія Народний Рух України                   | 3                           | 10   |
| Партія регіонів                                         | 2                           | 6,7  |
| Українська республіканська партія «Собор»               | 2                           | 6,7  |
| Політична партія «Наша Україна»                         | 1                           | 3,3  |

#### За округами
| № округу                                                | Прізвище, ім'я, по батькові     | Дата визнання обраним | Освіта  | Партійна приналежність                        | Відомості про обраного депутата                                                          |
| ------------------------------------------------------- | ------------------------------- | --------------------- | ------- | --------------------------------------------- | ---------------------------------------------------------------------------------------- |
| Партія регіонів                                         |                                 |                       |         |                                               |                                                                                          |
| б/м                                                     | Матіїшин Ганна Іванівна         | 03.11.2010            | вища    | член Партії регіонів                          | КП «Житловик», начальник ГБіО                                                            |
| б/м                                                     | Гаврилюк Руслан Ярославович     | 03.11.2010            | вища    | член Партії регіонів                          | ВАТ «Західенерго» Бурштинська теплоелектростанція, інженер                               |
| Політична партія Всеукраїнське об'єднання «Батьківщина» |                                 |                       |         |                                               |                                                                                          |
| б/м                                                     | Іваськів Оксана Василівна       | 03.11.2010            | вища    | член Всеукраїнського об'єднання «Батьківщина» | приватний підприємець                                                                    |
| б/м                                                     | Прокопів Ігор Вікторович        | 03.11.2010            | вища    | позапартійний                                 | ПП ВКФ «Інеко», директор                                                                 |
| б/м                                                     | Дашевич Ігор Ярославович        | 03.11.2010            | вища    | член Всеукраїнського об'єднання «Батьківщина» | ВАТ «Західенерго» Бурштинська теплоелектростанція, машиніст                              |
| 3                                                       | Дикопавленко Володимир Петрович | 04.11.2010            | вища    | член Всеукраїнського об'єднання «Батьківщина» | Буршт. ТЕС, заст. нач. цеху                                                              |
| 5                                                       | Петровська Любов Ігорівна       | 04.11.2010            | вища    | член Всеукраїнського об'єднання «Батьківщина» | міська лікарня, ст. медсестра                                                            |
| 9                                                       | Соронович Катерина Миколаївна   | 04.11.2010            | вища    | член Всеукраїнського об'єднання «Батьківщина» | міська рада, секретар                                                                    |
| 10                                                      | Турчин Володимир Іванович       | 04.11.2010            | вища    | позапартійний                                 | ТзОВ «Західрембуд», гол.інженер                                                          |
| Політична партія Всеукраїнське об'єднання «Свобода»     |                                 |                       |         |                                               |                                                                                          |
| б/м                                                     | Карвацький Ігор Зіновійович     | 03.11.2010            | вища    | член Всеукраїнського об'єднання «Свобода»     | ВАТ «Західенерго» Бурштинська теплоелектростанція, інженер                               |
| б/м                                                     | Волочій Михайло Дмитрович       | 03.11.2010            | середня | член Всеукраїнського об'єднання «Свобода»     | приватний підприємець                                                                    |
| б/м                                                     | Кобель Юрій Богданович          | 03.11.2010            | вища    | член Всеукраїнського об'єднання «Свобода»     | ВАТ «Західенерго» Бурштинська теплоелектростанція, електрослюсар                         |
| б/м                                                     | Карпінський Олег Володимирович  | 03.11.2010            | вища    | член Всеукраїнського об'єднання «Свобода»     | приватний підприємець                                                                    |
| 8                                                       | Батицький Андрій Станіславович  | 04.11.2010            | вища    | член Всеукраїнського об'єднання «Свобода»     | Буршт. ТЕС, ізолювальник                                                                 |
| 11                                                      | Расевич Зіновій Антонович       | 04.11.2010            | середня | член Всеукраїнського об'єднання «Свобода»     | ВАТ «Галременерго», слюсар                                                               |
| 12                                                      | Дутчак Володимир Васильович     | 04.11.2010            | середня | член Всеукраїнського об'єднання «Свобода»     | тимчасово не працює                                                                      |
| 13                                                      | Завальнюк Андрій Володимирович  | 04.11.2010            | середня | член Всеукраїнського об'єднання «Свобода»     | Бурш. ТЕС, машиніст                                                                      |
| 14                                                      | Головінський Ігор Богданович    | 04.11.2010            | вища    | член Всеукраїнського об'єднання «Свобода»     | приватний підприємець                                                                    |
| Політична партія Народний Рух України                   |                                 |                       |         |                                               |                                                                                          |
| б/м                                                     | Рибчук Богдан Богданович        | 03.11.2010            | вища    | член Народного Руху України                   | ВАТ «Західенерго» Бурштинська теплоелектростанція, майстер РБЦ                           |
| б/м                                                     | Леськів Віталій Павлович        | 03.11.2010            | вища    | член Народного Руху України                   | ВАТ «Західенерго» Бурштинська теплоелектростанція, нач. відділу капітального будівництва |
| 4                                                       | Коробань Микола Петрович        | 04.11.2010            | вища    | позапартійний                                 | Буршт. ТЕС, помічник директора                                                           |
| Політична партія «Наша Україна»                         |                                 |                       |         |                                               |                                                                                          |
| б/м                                                     | Іванків Любов Олексіївна        | 03.11.2010            | вища    | член Політичної партії «Наша Україна»         | Бурштинська міська рада, заступник міського голови                                       |
| Політична партія «Фронт Змін»                           |                                 |                       |         |                                               |                                                                                          |
| б/м                                                     | Кирильчук Володимир Миколайович | 03.11.2010            | вища    | член Політичної партії «Фронт Змін»           | ТзОВ «Янтар», директор                                                                   |
| б/м                                                     | Кавка Руслан Володимирович      | 03.11.2010            | вища    | член Політичної партії «Фронт Змін»           | ресторан «Очерет», директор                                                              |
| б/м                                                     | Процик Андрій Степанович        | 03.11.2010            | вища    | член Політичної партії «Фронт Змін»           | ВАТ «Західенерго» Бурштинська теплоелектростанція, заступник начальника електроцеху      |
| 2                                                       | Угрюмов Юрій Юрійович           | 04.11.2010            | вища    | член Політичної партії «Фронт Змін»           | КП «Житловик», нач. водоканалу                                                           |
| 6                                                       | Василик Володимир Євстахійович  | 04.11.2010            | вища    | член Політичної партії «Фронт Змін»           | міська лікарня, стоматолог                                                               |
| 15                                                      | Коцур Микола Михайлович         | 04.11.2010            | вища    | член Політичної партії «Фронт Змін»           | ПАТ «Плюс Банк», нач. відділення                                                         |
| Українська республіканська партія «Собор»               |                                 |                       |         |                                               |                                                                                          |
| 1                                                       | Николайко Любомир Михайлович    | 04.11.2010            | вища    | позапартійний                                 | ЖЕГ КП «Житловик», заст. нач.                                                            |
| 7                                                       | Попович Оксана Іванівна         | 04.11.2010            | середня | позапартійна                                  | КП «Житловик», майстер                                                                   |